# Kriegsregierung Chamberlain
Die Kriegsregierung Chamberlain (englisch Chamberlain war ministry) unter Premierminister Neville Chamberlain regierte das Vereinigte Königreich in der Zeit des Sitzkrieges vom 3. September 1939 bis zum 10. Mai 1940. Sie entstand aus der Umbildung der seit 1937 ebenfalls unter Chamberlain regierenden vierten Nationalen Regierung am Tage des Eintritts des Vereinigten Königreichs in den Zweiten Weltkrieg und wurde von konservativen Politikern dominiert. Sie bestand bis zum Rücktritt Chamberlains infolge der Norwegendebatte im britischen Unterhaus und wurde von der Kriegsregierung Churchill abgelöst.

## Geschichte
Mit der Kriegserklärung Großbritanniens an das Deutsche Reich am 3. September 1939 bildete Chamberlain seine bestehende Regierung um, um sie auf die Bedürfnisse des Krieges auszurichten. Die schwerwiegendsten Änderungen gegenüber der vierten Nationalen Regierung waren die Berufung Winston Churchills zum Ersten Lord der Admiralität (Marineminister) und die Rückkehr Anthony Edens in die Regierung (als Secretary of State for Dominion Affairs). Thomas Inskip, 1. Viscount Caldecote wurde neuer Lordkanzler anstelle von Frederic Maugham, 1. Viscount Maugham. Sir John Anderson rückte auf den Posten des Home Secretary, wo er Samuel Hoare ablöste, der auf den Posten des Lordsiegelbewahrers wechselte.

### Kriegskabinett
Zusätzlich bildete Chamberlain ein kleineres Kriegskabinett, wie es schon David Lloyd George während des Ersten Weltkriegs geführt hatte. Diesem gehörten neben Chamberlain an:
| Name                                | Partei | Partei           | Regierungsämter                                                           | Zeit im Kriegskabinett                           |
| ----------------------------------- | ------ | ---------------- | ------------------------------------------------------------------------- | ------------------------------------------------ |
| Neville Chamberlain                 |        | Conservative     | Premierminister First Lord of the Treasury Leader of the House of Commons | September 1939 bis Mai 1940                      |
| Samuel Hoare                        |        | Conservative     | Lordsiegelbewahrer Luftfahrtminister                                      | September 1939 bis April 1940 April bis Mai 1940 |
| John Simon                          |        | Liberal National | Schatzkanzler                                                             | September 1939 bis Mai 1940                      |
| Lord Halifax                        |        | Conservative     | Außenminister                                                             | September 1939 bis Mai 1940                      |
| Leslie Hore-Belisha                 |        | Liberal National | Kriegsminister                                                            | September 1939 bis Januar 1940                   |
| Winston Churchill                   |        | Conservative     | Erster Lord der Admiralität                                               | September 1939 bis Mai 1940                      |
| Kingsley Wood                       |        | Conservative     | Luftfahrtminister Lordsiegelbewahrer                                      | September 1939 bis April 1940 April bis Mai 1940 |
| Ernle Chatfield, 1. Baron Chatfield |        | National         | Minister für die Koordinierung der Verteidigung                           | September 1939 bis Mai 1940                      |
| Maurice Hankey, 1. Baron Hankey     |        | National         | Minister ohne Geschäftsbereich                                            | September 1939 bis Mai 1940                      |
| Oliver Stanley                      |        | Conservative     | Kriegsminister                                                            | Januar bis Mai 1940                              |

Hore-Belisha wurde im Januar 1940 durch Oliver Stanley als Kriegsminister ersetzt. Im Zuge einer größeren Regierungsumbildung Anfang April 1940 tauschte Samuel Hoare mit Kingsley Wood das Amt.

## Liste der Amtsträger

### Liste der Kabinettsminister und sonstige hochrangige Mitglieder
| Zugehörigkeit |                      | Konservative |
| Zugehörigkeit | Nationalliberale     |              |
| Zugehörigkeit | National Labour      |              |
| Zugehörigkeit | National Unabhängige |              |

| Amt                                                                        | Bild                | Person                                  | Partei | Partei                              | Amtszeit          | Amtszeit          |
| -------------------------------------------------------------------------- | ------------------- | --------------------------------------- | ------ | ----------------------------------- | ----------------- | ----------------- |
| Premierminister Erster Lord des Schatzamtes Leader of the House of Commons | Neville Chamberlain | Neville Chamberlain                     |        | Conservative Party                  | 3. September 1939 | 10. Mai 1940      |
| Lordkanzler                                                                | Thomas Inskip       | Thomas Inskip, 1. Viscount Caldecote    |        | Conservative Party                  | 3. September 1939 | 10. Mai 1940      |
| Lord President of the Council, Leader of the House of Lords                | James Stanhope      | James Stanhope, 7. Earl Stanhope        |        | Conservative Party                  | 3. September 1939 | 10. Mai 1940      |
| Lordsiegelbewahrer                                                         |                     | Samuel Hoare                            |        | Conservative Party                  | 3. September 1939 | 3. April 1940     |
| Lordsiegelbewahrer                                                         | Kingsley Wood       | Kingsley Wood                           |        | Conservative Party                  | 3. April 1940     | 10. Mai 1940      |
| Schatzkanzler Zweiter Lord des Schatzamtes                                 | John Simon          | John Simon                              |        | Liberal National Party              | 3. September 1939 | 10. Mai 1940      |
| Außenminister                                                              | Edward Wood         | Edward Wood, 1. Viscount Halifax        |        | Conservative Party                  | 3. September 1939 | 10. Mai 1940      |
| Innenminister                                                              | John Anderson       | John Anderson                           |        | National                            | 3. September 1939 | 10. Mai 1940      |
| Minister für Heimatschutz                                                  |                     | Alan Lennox-Boyd                        |        | Conservative Party                  | 3. September 1940 | 24. Oktober 1939  |
| Minister für Heimatschutz                                                  |                     | William Mabane                          |        | Liberal National Party              | 24. Oktober 1939  | 10. Mai 1940      |
| Erster Lord der Admiralität                                                |                     | Winston Churchill                       |        | Conservative Party                  | 3. September 1939 | 10. Mai 1940      |
| Minister für Landwirtschaft und Fischerei                                  |                     | Reginald Dorman-Smith                   |        | Conservative Party                  | 3. September 1939 | 10. Mai 1940      |
| Luftfahrtminister                                                          | Kingsley Wood       | Kingsley Wood                           |        | Conservative Party                  | 3. September 1939 | 3. April 1940     |
| Luftfahrtminister                                                          |                     | Samuel Hoare                            |        | Conservative Party                  | 3. April 1940     | 10. Mai 1940      |
| Minister für die Kolonien                                                  | Malcolm MacDonald   | Malcolm MacDonald                       |        | National Labour                     | 3. September 1939 | 10. Mai 1940      |
| Minister für Verteidigungskoordination                                     |                     | Ernle Chatfield, 1. Baron Chatfield     |        | National                            | 3. September 1939 | 3. April 1940     |
| Minister für die Dominien                                                  | Anthony Eden        | Anthony Eden                            |        | Conservative Party                  | 3. September 1939 | 10. Mai 1940      |
| Bildungsminister                                                           | Herbrand Sackville  | Herbrand Sackville, 9. Earl De La Warr  |        | National Labour                     | 3. September 1939 | 3. April 1940     |
| Bildungsminister                                                           |                     | Herwald Ramsbotham                      |        | Conservative Party                  | 3. April 1940     | 10. Mai 1940      |
| Ernährungsminister                                                         | William Morrison    | William Morrison                        |        | Conservative Party                  | 3. September 1939 | 3. April 1940     |
| Ernährungsminister                                                         |                     | Frederick Marquis, 1. Earl of Woolton   |        | Conservative Party                  | 3. April 1940     | 10. Mai 1940      |
| Gesundheitsminister                                                        | Walter Elliot       | Walter Elliot                           |        | Unionist Party (Conservative Party) | 3. September 1939 | 10. Mai 1940      |
| Minister für India und Burma                                               | Lawrence Dundas     | Lawrence Dundas, 2. Marquess of Zetland |        | Conservative Party                  | 3. September 1939 | 10. Mai 1940      |
| Informationsminister                                                       | Hugh Macmillan      | Hugh Macmillan, Baron Macmillan         |        | Conservative Party                  | 3. September 1939 | 5. Januar 1940    |
| Informationsminister                                                       |                     | John Reith                              |        | National                            | 5. Januar 1940    | 10. Mai 1940      |
| Arbeitsminister                                                            | Ernest Brown        | Ernest Brown                            |        | Liberal National Party              | 3. September 1939 | 10. Mai 1940      |
| Chancellor of the Duchy of Lancaster                                       |                     | William Morrison                        |        | Conservative Party                  | 3. September 1939 | 3. April 1940     |
| Chancellor of the Duchy of Lancaster                                       |                     | George Tryon                            |        | Conservative Party                  | 3. April 1940     | 10. Mai 1940      |
| Paymaster General                                                          |                     | Edward Turnour, 6. Earl Winterton       |        | Conservative Party                  | 3. September 1939 | 10. November 1939 |
| Rentenminister                                                             |                     | Walter Womersley                        |        | Conservative Party                  | 3. September 1939 | 10. Mai 1940      |
| Minister ohne Geschäftsbereich                                             |                     | Maurice Hankey, 1. Baron Hankey         |        | National                            | 3. September 1939 | 10. Mai 1940      |
| Postminister                                                               |                     | George Tryon                            |        | Conservative Party                  | 3. September 1939 | 3. April 1940     |
| Postminister                                                               | William Morrison    | William Morrison                        |        | Conservative Party                  | 3. April 1940     | 10. Mai 1940      |
| Schottlandminister                                                         |                     | John Colville                           |        | Unionist Party (Conservative Party) | 3. September 1939 | 10. Mai 1940      |
| Schifffahrtsminister                                                       | John Gilmour        | John Gilmour                            |        | Unionist Party (Conservative Party) | 13. Oktober 1939  | 3. April 1940     |
| Schifffahrtsminister                                                       |                     | Robert Hudson                           |        | Conservative Party                  | 3. April 1940     | 10. Mai 1940      |
| Minister für Handel und Industrie                                          | Oliver Stanley      | Oliver Stanley                          |        | Conservative Party                  | 3. September 1939 | 5. Januar 1940    |
| Minister für Handel und Industrie                                          |                     | Andrew Duncan                           |        | National                            | 5. Januar 1940    | 10. Mai 1940      |
| Transportminister                                                          | Euan Wallace        | Euan Wallace                            |        | Conservative Party                  | 3. September 1939 | 10. Mai 1940      |
| Kriegsminister                                                             | Leslie Hore-Belisha | Leslie Hore-Belisha                     |        | Liberal National Party              | 3. September 1939 | 5. Januar 1940    |
| Kriegsminister                                                             | Oliver Stanley      | Oliver Stanley                          |        | Conservative Party                  | 5. Januar 1940    | 10. Mai 1940      |
| Bau- und Planungsminister                                                  |                     | Herwald Ramsbotham                      |        | Conservative Party                  | 3. September 1939 | 3. April 1940     |
| Bau- und Planungsminister                                                  | Herbrand Sackville  | Herbrand Sackville, 9. Earl De La Warr  |        | National Labour                     | 3. April 1940     | 10. Mai 1940      |
| Attorney General for England and Wales                                     |                     | Donald Somervell                        |        | Conservative Party                  | 3. September 1939 | 10. Mai 1940      |
| Solicitor General for England and Wales                                    |                     | Terence O’Connor                        |        | Conservative Party                  | 3. September 1939 | 10. Mai 1940      |
| Lord Advocate                                                              |                     | Thomas Cooper                           |        | Unionist Party (Conservative Party) | 3. September 1939 | 10. Mai 1940      |
| Solicitor General for Scotland                                             |                     | James Reid                              |        | Unionist Party (Conservative Party) | 3. September 1939 | 10. Mai 1940      |

### Finanzstaatssekretäre und Parlamentarische Staatssekretäre
| Amt                                                            | Name                                                             | Partei | Partei           | Amtszeit           | Amtszeit          |
| -------------------------------------------------------------- | ---------------------------------------------------------------- | ------ | ---------------- | ------------------ | ----------------- |
| Parlamentarischer Staatssekretär der Treasury                  | David Margesson                                                  |        | Conservative     | 3. September 1939  | 10. Mai 1940      |
| Finanzstaatssekretär der Treasury                              | Harry Crookshank                                                 |        | Conservative     | 3. September 1939  | 10. Mai 1940      |
| Lords of the Treasury (offizieller Title der Whips)            | James Stuart                                                     |        | Conservative     | 3. September 1939  | 10. Mai 1940      |
| Lords of the Treasury (offizieller Title der Whips)            | Thomas Dugdale                                                   |        | Conservative     | 3. September 1939  | 12. Februar 1940  |
| Lords of the Treasury (offizieller Title der Whips)            | Patrick Munro                                                    |        | Conservative     | 3. September 1939  | 10. Mai 1940      |
| Lords of the Treasury (offizieller Title der Whips)            | Stephen Furness                                                  |        | Liberal National | 3. September 1939  | 10. Mai 1940      |
| Lords of the Treasury (offizieller Title der Whips)            | James Edmondson                                                  |        | Conservative     | 3. September 1939  | 12. November 1939 |
| Lords of the Treasury (offizieller Title der Whips)            | Patrick Buchan-Hepburn                                           |        | Conservative     | 13. November 1939  | 10. Mai 1940      |
| Lords of the Treasury (offizieller Title der Whips)            | William Boulton                                                  |        | Conservative     | 12. Februar 1940   | 10. Mai 1940      |
| Parlamentarischer Staatssekretär im Außenministerium           | Rab Butler                                                       |        | Conservative     | 3. September 1939  | 10. Mai 1940      |
| Staatssekretär im Innenministerium                             | Osbert Peake                                                     |        | Conservative     | 3. September 1939  | 10. Mai 1940      |
| Parlamentarischer und Finanzstaatssekretär der Admiralität     | Geoffrey Shakespeare                                             |        | Liberal National | 3. September 1939  | 3. April 1940     |
| Parlamentarischer und Finanzstaatssekretär der Admiralität     | Victor Warrender                                                 |        | Conservative     | 3. April 1940      | 10. Mai 1940      |
| Zivillord der Admiralität                                      | Austin Hudson                                                    |        | Conservative     | 3. September 1939  | 10. Mai 1940      |
| Parlamentarischer Staatssekretär im Landwirtschaftsministerium | George Bowyer, 1. Baron Denham                                   |        | Conservative     | 19. September 1939 | 10. Mai 1940      |
| Staatssekretär im Luftfahrtministerium                         | Harold Balfour                                                   |        | Conservative     | 3. September 1939  | 10. Mai 1940      |
| Staatssekretär im Kolonialministerium                          | Basil Hamilton-Temple-Blackwood, 4. Marquess of Dufferin and Ava |        | Conservative     | 3. September 1939  | 10. Mai 1940      |
| Staatssekretär im Dominienministerium                          | Edward Cavendish, 10. Duke of Devonshire                         |        | Conservative     | 3. September 1939  | 10. Mai 1940      |
| Parlamentarischer Staatssekretär im Erziehungsministerium      | Kenneth Lindsay                                                  |        | National Labour  | 3. September 1939  | 10. Mai 1940      |
| Parlamentarischer Staatssekretär im Ernährungsministerium      | Alan Lennox-Boyd                                                 |        | Conservative     | 11. Oktober 1939   | 10. Mai 1940      |
| Parlamentarischer Staatssekretär im Gesundheitsministerium     | Florence Horsbrugh                                               |        | Conservative     | 3. September 1939  | 10. Mai 1940      |
| Staatssekretär im Indienministerium                            | Hugh O’Neill                                                     |        | Conservative     | 11. September 1939 | 10. Mai 1940      |
| Parlamentarischer Staatssekretär im Informationsministerium    | Edward Grigg                                                     |        | Conservative     | 19. September 1939 | 3. April 1940     |
| Parlamentarischer Staatssekretär im Arbeitsministerium         | Ralph Assheton                                                   |        | Conservative     | 3. September 1939  | 10. Mai 1940      |
| stellvertretender Postminister                                 | William Mabane                                                   |        | Liberal National | 3. September 1939  | 24. Oktober 1939  |
| stellvertretender Postminister                                 | Charles Waterhouse                                               |        | Conservative     | 24. Oktober 1939   | 10. Mai 1940      |
| Staatssekretär im Schottlandministerium                        | John McEwen                                                      |        | Conservative     | 3. September 1939  | 10. Mai 1940      |
| Parlamentarischer Staatssekretär im Schifffahrtsministerium    | Arthur Salter                                                    |        | Conservative     | 13. November 1939  | 10. Mai 1940      |
| Parlamentarischer Staatssekretär im Versorgungsministerium     | John Llewellin                                                   |        | Conservative     | 3. September 1939  | 10. Mai 1940      |
| Parlamentarischer Staatssekretär im Handelsministerium         | Gwilym Lloyd George                                              |        | Liberal          | 3. September 1939  | 10. Mai 1940      |
| Staatssekretär für Außenhandel                                 | Robert Hudson                                                    |        | Conservative     | 3. September 1939  | 3. April 1940     |
| Staatssekretär für Außenhandel                                 | Geoffrey Shakespeare                                             |        | Liberal National | 3. April 1940      | 10. Mai 1940      |
| Staatssekretär für Minenwesen                                  | Geoffrey Lloyd                                                   |        | Conservative     | 3. September 1939  | 10. Mai 1940      |
| Parlamentarischer Staatssekretär im Transportministerium       | Robert Bernays                                                   |        | Liberal National | 3. September 1939  | 10. Mai 1940      |
| Staatssekretär im Kriegsministerium                            | John Lyttelton, 9. Viscount Cobham                               |        | Conservative     | 19. September 1939 | 10. Mai 1940      |
| Finanzsekretär im Kriegsministerium                            | Victor Warrender                                                 |        | Conservative     | 3. September 1939  | 3. April 1940     |
| Finanzsekretär im Kriegsministerium                            | Edward Grigg                                                     |        | Conservative     | 3. April 1940      | 10. Mai 1940      |

### Mitglieder des Königlichen Haushalts
| Amt                                | Name                                     | Partei | Partei           | Amtszeit          | Amtszeit          |
| ---------------------------------- | ---------------------------------------- | ------ | ---------------- | ----------------- | ----------------- |
| Treasurer of the Household         | Charles Waterhouse                       |        | Conservative     | 3. September 1939 | 12. November 1939 |
| Treasurer of the Household         | Robert Grimston                          |        | Conservative     | 12. November 1939 | 10. Mai 1940      |
| Comptroller of the Household       | Charles Kerr                             |        | Liberal National | 3. September 1939 | 10. Mai 1940      |
| Vice-Chamberlain of the Household  | Robert Grimston                          |        | Conservative     | 3. September 1939 | 12. November 1939 |
| Vice-Chamberlain of the Household  | James Edmondson                          |        | Conservative     | 12. November 1939 | 10. Mai 1940      |
| Captain of the Gentlemen-at-Arms   | George Bingham, 5. Earl of Lucan         |        | Conservative     | 3. September 1939 | 10. Mai 1940      |
| Captain of the Yeomen of the Guard | Arthur Chichester, 4. Baron Templemore   |        | Conservative     | 3. September 1939 | 10. Mai 1940      |
| Lords-in-Waiting                   | Hugh Fortescue, 5. Earl Fortescue        |        | Conservative     | 3. September 1939 | 10. Mai 1940      |
| Lords-in-Waiting                   | Frederick Smith, 2. Earl of Birkenhead   |        | Conservative     | 3. September 1939 | 10. Mai 1940      |
| Lords-in-Waiting                   | Rowland Hood, 3. Viscount Bridport       |        | Conservative     | 3. September 1939 | 10. Mai 1940      |
| Lords-in-Waiting                   | Robert Egerton Grosvenor, 5. Baron Ebury |        | Conservative     | 3. September 1939 | 10. Mai 1940      |